# Kemmons Wilson

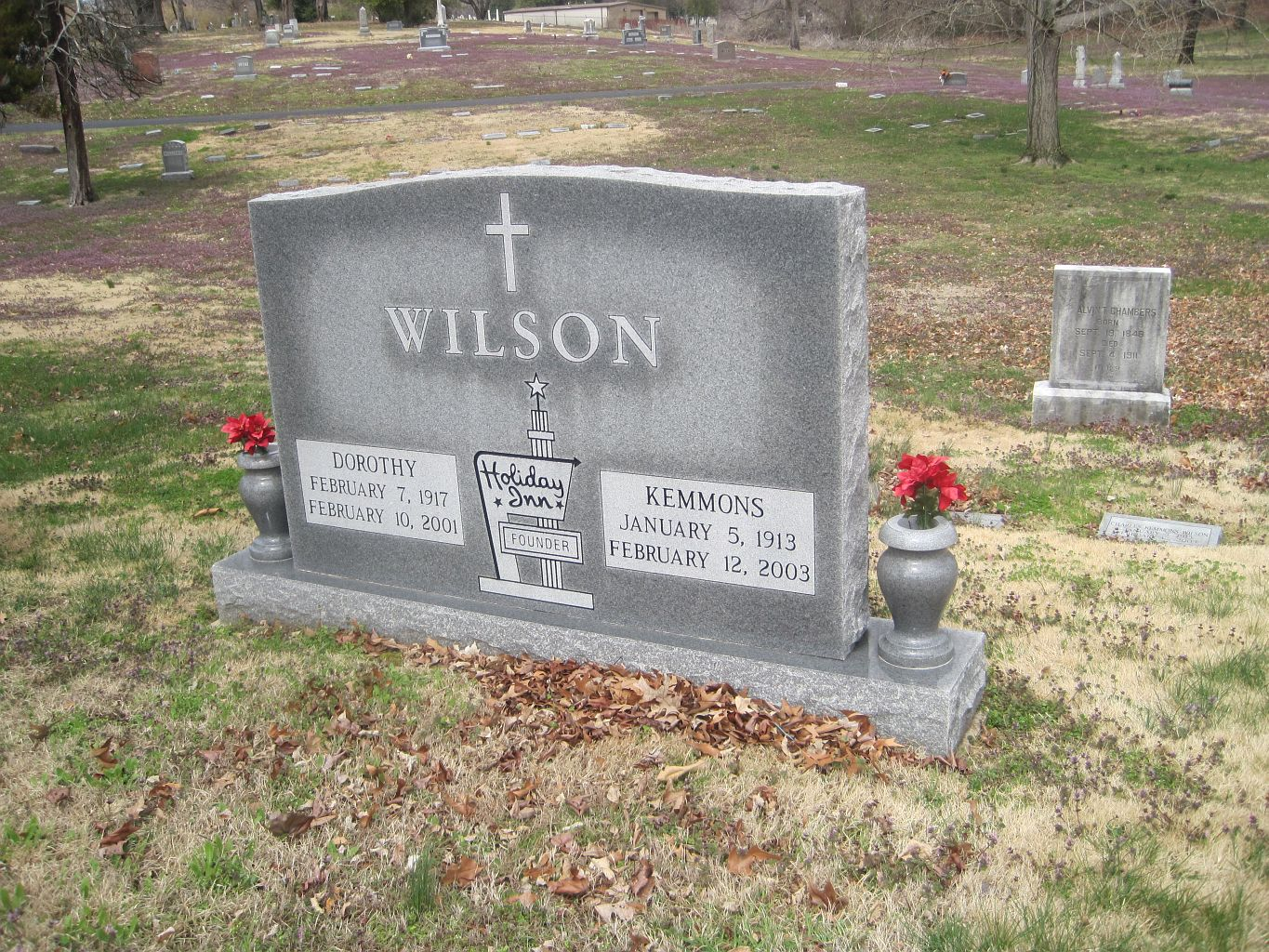
Tumba de Kemmons Wilson (fundador de Holiday Inn)

Charles Kemmons Wilson (5 de enero de 1913-12 de febrero de 2003) fue el fundador de la cadena de hoteles Holiday Inn.

## Vida personal
Nació en Osceola, Arkansas, el único hijo de Kemmons y Ruby "Doll" Wilson. Su padre era un vendedor de seguros que murió cuando Kemmons tenía nueve meses. Poco después, su madre, Doll, los trasladó a Memphis, Tennessee, donde fue criado únicamente por su madre.
Wilson estaba casado con Dorothy Lee. Tuvieron cinco hijos: Spence, Robert, Kemmons Jr, Betty y Carole. Wilson murió en Memphis el 12 de febrero de 2003 a la edad de 90 años y está enterrado allí en Forest Hill.

## Carrera
Wilson inicialmente se le ocurrió la idea después de un viaje familiar por carretera a Washington D. C., durante el cual se sintió decepcionado por la calidad de los hoteles de carretera de esa época. El nombre Holiday Inn fue dado al hotel original por su arquitecto Eddie Bluestein en broma, en referencia a la película del mismo nombre de 1942.
Debido a inversiones previas en el sector inmobiliario, ya había acumulado una fortuna considerable que le permitió perseguir su visión de proporcionar su propia cadena de hoteles. Abrió el primer motel Holiday Inn en Memphis en 1952, y rápidamente agregó otros para crear una cadena hotelera completa. Holiday Inn se internacionalizó en 1960. Wilson y su socio financiero Wallace E. Johnson (1901-1988) practicaban cristianos que se ocupaban de colocar una Biblia en cada una de sus habitaciones de hotel y que donaban gran parte de sus crecientes fortunas a empresas caritativas.
Los primeros cuatro techos puestos en el Holiday Inn fueron de James Edwin Murphy.
En 1957, Wilson franquicó la cadena como Holiday Inn of America y creció drásticamente, siguiendo el principio original de Wilson de que las propiedades deberían ser estandarizadas, limpias, predecibles, aptas para la familia y de fácil acceso para los viajeros por carretera.
En 1958, había 50 ubicaciones en todo el país, 100 en 1959, 500 en 1964, y el 1000 Holiday Inn abrió sus puertas en San Antonio, Texas, en 1968. La cadena dominó el mercado de moteles, aprovechó su innovador sistema de reservas Holidex, ejerció una considerable presión financiera sobre los hoteles tradicionales y estableció el estándar para sus competidores, como Ramada Inns, Quality Inn, Howard Johnson's y Best Western .
En 1968, Wilson compró Continental Trailways y fusionó la compañía de autobuses en Holiday Inn. Desde entonces hasta 1979, cuando Holiday Inn vendió Trailways al inversionista privado Henry Lea Hillman Sr. de Pittsburgh, Pensilvania, los comerciales de televisión de Holiday Inn eran propensos a mostrar un autobús de Trailways que llegaba al estacionamiento de un hotel Holiday Inn.
Para junio de 1972, cuando Wilson apareció en la portada de la revista Time, había más de 1,400 hoteles Holiday Inn en todo el mundo. Las innovaciones como las piscinas cubiertas Holidome de la compañía convirtieron a muchos hoteles en resorts junto a la carretera.
Wilson se retiró del Holiday Inn en 1979. En 1988, Holiday Corporation fue comprada por Bass PLC, con sede en el Reino Unido, seguida de los restantes hoteles nacionales Holiday Inn en 1990, cuando el fundador Wilson vendió su interés, después de lo cual el grupo hotelero se conoció como Holiday Inn Worldwide.
Wilson fue el fundador de muchos tipos diferentes de empresas, como Holiday Inn Records . Y Orange Lake Country Club. Después de vender sus acciones de Holiday Inn, formó Wilson World, otra cadena de hoteles.

## Dueño del equipo de baloncesto
En julio de 1974, Wilson, junto con Isaac Hayes, Al Wilson, Mike Storen y otros, compraron la franquicia de Memphis Tams en la American Basketball Association . Cambiaron el equipo a los sonidos de Memphis . Rápidamente construyeron una lista fuerte, obteniendo jugadores como Mel Daniels y Rick Mount . El equipo fue el equipo de baloncesto profesional más exitoso que Memphis haya presentado jamás; terminó cuarto en la División Este de la ABA, avanzando a los Playoffs de la ABA de 1975 antes de perder la serie de semifinales de la División del Este cuatro juegos por uno ante el eventual campeón de la ABA de 1975 Kentucky Colonels.
Después de la temporada, los sonidos se vendieron a un grupo en Baltimore, Maryland, donde se mudaron para convertirse en las efímeras garras de Baltimore.

## Legado
Su autobiografía de 1996, Half Luck and Half Brains, cuenta la historia de Holiday Inn.
Wilson fue incluido en el Junior Achievement US Business Hall of Fame en 1982. [cita requerida]   
La Kemmons Wilson School of Hospitality and Resort Management de la Universidad de Memphis recibe su nombre en su honor.

## Lectura adicional
- De Lollis, Bárbara. (2007) La cadena Holiday Inn se da un lavado de cara. EE. UU. Hoy en día. Recuperado el 23 de septiembre de 2007 de http://usatoday.com/money/industries/travel/2007-07-19-holiday-inn_N.htm
- Economista, El. (2003) Kemmons Wilson. Economista, 366 (8313). Recuperado el 12 de septiembre de 2007 de Academic Search Premier.
- Hendricks, Nancy. (2006) Charles Kemmons Wilson (1913–2003). [Versión electrónica]. La Enciclopedia de Historia y Cultura de Arkansas. Recuperado el 23 de septiembre de 2007 de https://web.archive.org/web/20081120145923/http://encyclopediaofarkansas.net/encyclopedia/
- Foster, D. Wayne. recuperado de la grabación de la entrevista de audio de 2008; https://web.archive.org/web/20100715152543/http://www.holidayinnrecords.com/ .
- Kerr, Robert y Wilson Kemmons. (1996) Mitad de suerte y mitad de cerebro: The Kemmons Wilson, Holiday Inn Story. Nashville, TN: Hambleton-Hill Publishing, Inc.
- Salomon, Alan. (2001) Dorothy Wilson, esposa del fundador de Holiday, muere a los 84 años. Recuperado el 27 de septiembre de 2007 de http://www.hotelinteractive.com .
- Shook, Robert L. y Bingaman, Ron. (1975) Compromiso total. Nueva York, NY: Frederick Fell Publishers, Inc.
- Secretos de éxito del emprendedor más prolífico de Memphis. (1997) [Versión electrónica]. Perspectivas de negocios. 10 (1). Recuperado el 23 de septiembre de 2007 de EbscoHost.
- La Fundación de la Familia Kemmons Wilson. (2005) Recuperado el 23 de septiembre de 2007 de https://web.archive.org/web/20080531010725/http://www.kwilson.com/wilsonfoundation.html .
- Weathers, Ed. (1985) El último magnate ¿Es este hombre el millonario más feliz de Estados Unidos? [Versión electrónica] Memphis. Consultado el 23 de septiembre de 2007 en https://web.archive.org/web/20160723020827/http://www.orangelake.com/kem_archive_07.html .
- Wilson, Kemmons. (1997) ¿Qué explica el éxito? Revista USA Today, 126 (2628). Recuperado el 12 de septiembre de 2007 de Academic Search Premier.